# Condado de Caldas de Montbuy
El condado de Caldas de Montbuy es un título nobiliario español creado por el rey Alfonso XIII en favor de Manuel Sanllehy y Girona, en memoria de los méritos contraídos por su padre Domingo Juan Sanllehy y Alric, esposo de la I marquesa de Caldas de Montbuy, y de su abuelo Manuel Girona y Agrafel, mediante real decreto del 17 de marzo de 1919 y despacho expedido el 22 de abril del mismo año.
Este título fue rehabilitado en 2007, durante el reinado de Juan Carlos I, por Berenguer Sanllehy y de Madariaga. Su denominación hace referencia a la localidad de Caldas de Montbuy, en la provincia de Barcelona.

## Condes de Caldas de Montbuy
|                                  | Titular                           | Periodo                   |
| Creación por Alfonso XIII        | Creación por Alfonso XIII         | Creación por Alfonso XIII |
| -------------------------------- | --------------------------------- | ------------------------- |
| I                                | Manuel Sanllehy y Girona          | 1919-1996                 |
| Rehabilitación por Juan Carlos I |                                   |                           |
| II                               | Berenguer Sanllehy y de Madariaga | 2007-hoy                  |

## Historia de los condes de Caldas de Montbuy
- Manuel Sanllehy y Girona (m. 26 de septiembre de 1996), I conde de Caldas de Montbuy, abogado.[2]

El 5 de julio de 2007, previo decreto de rehabilitación expedido el 16 de marzo del mismo año (BOE del 10 abril), le sucedió su sobrino nieto:
- Berenguer Sanllehy y de Madariaga, II conde de Caldas de Montbuy. Previamente había sucedido por orden del 24 de enero de 2002 (BOE del 21 de febrero),[5] pero la misma fue anulada el 23 de septiembre de 2003 (BOE del 22 de octubre).[6]